# Боброва, Мария Нестеровна
Мария Нестеровна Боброва (28 августа (10 сентября) 1902, Юзовка — 29 июня 1990, Ленинград) — советский русский литературовед, доктор филологических наук (1957), профессор (1958), преподаватель Саратовского университета (1945—1972), заведующая кафедрой зарубежной литературы (1948—1963).
Специалист по американской литературе первой половины XX века. Известный исследователь творчества Марка Твена.

## Биография
Родилась 10 сентября 1902 в посёлке Юзовка, Екатеринославской губернии Российской империи в семье потомственных шахтёров, русская.
По окончании средней школы в 1926 году поступила в Донецкий институт народного образования, который окончила в 1930 году.
В 1931-32 годах — редактор в Институте литературы и языка Коммунистической академии.
В 1933 году начала преподавательскую деятельность в Втором Ленинградском педагогическом институте, но через год направлена в Иркутск — переведённый в Ленинград из Иркутска М. П. Алексеев порекомендовал её вместо себя. Она оказалась единственным специалистом по зарубежной литературе в Иркутском пединституте, с 1936 года — заведующая кафедрой литературы.
В 1936 году защитила в Москве кандидатскую диссертацию и в 1938 году перевелась в Куйбышевский пединститут.

### В годы войны
Участник Великой Отечественной войны. В Красной Армии с 24 сентября 1941 года и до Победы: всю войну прошла медсестрой при операционных медсанбатов.
С декабря 1941 года — старший сержант, младшая медсестра операционно-перевязочного взвода 440 отдельного медсанбата 356-й стрелковой дивизии (61-я армия Брянского фронта).
В 1943 году награждена медалью «За боевые заслуги», как отмечено в приказе: «быстро реагирует и прекрасно ориентируется за операционным столом». Член ВКП(б) с августа 1943 года.
С июня 1944 года — старший сержант, медсестра 346 медсанбата 415-й стрелковой дивизии.

в чрезвычайно трудной боевой обстановке обеспечивала полную хирургическую чистоту (атниспетику) … за прошедшую боевую операцию дивизии через операционную прошло 449 раненых и ни у одного из них не было осложнений зависящих от нарушения антисептики, коей ведала тов. Боброва.— из наградного листа на Орден Красной Звезды, 10 мая 1945
Награждена орденами Красной Звезды (11.05.1945) и Отечественной войны II степени (1985), семью медалями, в том числе «За боевые заслуги» (12.08.1943).

### После войны
В 1945—1972 годах работала в Саратовском университете: с сентября 1945 года — доцент кафедры всеобщей литературы, с мая 1948 года — заведующая кафедрой; после защиты в 1957 году докторской диссертации в мае 1958 утверждена в звании профессора. В 1963 году по собственному желанию освобождена от обязанностей заведующего и оставлена в должности профессора кафедры. Вела в университете спецсеминар «Творчество Шекспира». С 1965 года — профессор-консультант, вышла на пенсию в сентябре 1968 года, но ещё несколько лет вела аспирантов.
Избиралась секретарём парторганизации факультета, членом парткома университета. Руководила в университете студенческим театроведческим кружком. Интересуясь театром была знакома с режиссёром Саратовского ТЮЗА Ю. П. Киселёвым, автор статей в областной газете «Коммунист» на театральные темы, отмечена почётной грамотой «лучший внештатный сотрудник газеты».

## Научная деятельность
Основная сфера научных интересов — американская литература XIX—XX веков (Ирвинг, Купер, По, Готорн, Лонгфелло, Мелвилл, Брет Гарт, Бирс, О’Генри, Драйзер, Синклер Льюис, Стейнбек и др.).
Известный исследователь творчества Марка Твена — писателю посвящены две её монографии и десяток статей. Первая книга о писателе издана в Москве (Марк Твен. М., 1952), переведена на венгерский и китайский языки. Вторая монография (Марк Твен. Очерк творчества. М., 1962) — итог двадцатилетнего труда, в её основу легла защищённая в МГУ в 1957 году докторская диссертация.
Автор разделов в вузовском учебнике по истории американской литературы (Курс лекций по истории зарубежных литератур XX века. М., Издательство МГУ, 1956),
Один из авторов двухтомника «История американской литературы» вышедшего под редакцией профессора Н. И. Самохвалова (М.: Просвещение, 1971), в подготовке которого приняли участие ведущие на тот момент советские специалисты в области американской литературы, который более четырёх десятилетий был основным учебником при изучении литературы США в Советском Союзе.